# سیارک ۸۸۱۸
سیارک ۸۸۱۸ (به انگلیسی: 8818 Hermannbondi، نامگذاری:1985RW2) هشت هزار و هشتصد و هجدهمین سیارک کشف شده‌است که در ۵ سپتامبر ۱۹۸۵ کشف شد.
قدر مطلق سیارک برابر ۲۵.۷ است.